# Arthur Andersen
Arthur Andersen, từng là một trong 5 công ty kiểm toán lớn nhất thế giới cùng với các công ty khác là PricewaterhouseCoopers, Deloitte Touche Tohmatsu, Ernst & Young và KPMG, cung cấp dịch vụ kiểm toán, dịch vụ thuế, và dịch vụ tư vấn cho các công ty và tập đoàn lớn có trụ sở tại Chicago. Năm 2002, công ty tự nguyện nộp lại giấy phép hành nghề Kiểm toán công sau khi bị phát hiện có hành vi phạm tội liên quan tới việc thực hiện kiểm toán tập đoàn Enron, một tập đoàn năng lượng, dẫn đến việc 85.000 người mất việc làm. Mặc dù sau đó, Tòa án Tối cao Mỹ quyết định gỡ bỏ cáo buộc, Arthur Andersen không thể hoạt động trở lại.

## Lịch sử

### Thành lập
Năm 1913, Arthur Andersen và Clarence Delaney, cả hai đều từ Price Waterhouse, mua lại Công ty kiểm toán Illinois và thành lập Andersen, Delaney & Co sau đó đổi tên thành Arthur Andersen & Co. vào năm 1918. Andersen Consulting tách ra từ Arthur Andersen vào năm 1989 và trở thành công ty tư vấn lớn nhất thế giới và sau đó được đổi tên thành Accenture vào ngày 01 tháng 01 năm 2001.

### Danh tiếng
Andersen, từng lãnh đạo công ty cho tới năm 1947 khi ông chết, là một người theo đuổi các chuẩn mực đặc biệt cao trong ngành kiểm toán kế toán. Là một biểu trưng về tính trung thực, ông cho rằng trách nhiệm của kiểm toán viên là vì lợi ích của nhà đầu tư chứ không phải là ban giám đốc của khách hàng. Đã có nhiều trường hợp Andersen chịu mất khách hàng lớn chứ không ký xác nhận cho các báo cáo không chính xác. Người kế nhiệm Leonard Spacek tiếp tục nhấn mạnh vào sự trung thực này. Trong nhiều năm, khẩu hiệu của Andersen là "Think straight, talk straight."
Andersen cũng dẫn đầu về một loạt tiêu chuẩn về kiểm toán. là một trong những người đầu tiên dự đoán được khủng hoảng, Andersen đã chủ động cắt đứt quan hệ với một số khách hàng vào những năm 70. Sau đó, với việc phổ biến của quyền chọn cổ phiếu như là một hình thức trả lương, Andersen là người đầu tiên đề xuất với Ban Chuẩn mực Kế toán Tài chính (FASB) rằng quyền chọn cổ phiếu phải được coi là chi phí và vì vậy ảnh hưởng tới lợi nhuận tương tự như trả lương bằng tiền mặt.
Tới thập kỷ 80, các chuẩn mực trong ngành bị giảm do các công ty kiểm toán cố gắng cân bằng giữa cam kết độc lập và phát triển dịch vụ tư vấn. Andersen cũng không là ngoại lệ. Bộ phận tư vấn của Andersen phát triển nhanh tới mức trở thành doanh thu chính và các giám đốc kiểm toán được khuyến khích tìm kiếm cơ hội cho tư vấn từ các khách hàng kiểm toán hiện hữu. Tới cuối thập niên 90, Andersen đã tăng gấp ba doanh thu trên cổ phiếu.
Cũng có thể đoán được là Andersen cố gắng để cân bằng giữa sự trung thành với chuẩn mực kiểm toán và mong muốn tối đa lợi nhuận của khách hàng, đặc biệt là trong các báo cáo thu nhập quý. Andersen từng được cho là có dính líu tới các vụ việc gian lận kế toán và kiểm toán của các công ty Sunbeam Products, Waste Management, Inc., Asia Pulp and Paper, Baptist Foundation of Arizona, WorldCom, cũng như vụ việc Enron nổi tiếng.

### Andersen Consulting và Accenture
Bộ phận tư vấn nhanh chóng trở nên quan trọng vào thập kỷ 70 và 80 với tốc độ tăng trưởng nhanh hơn rất nhiều so với các bộ phận đã chín muồi như kế toán, kiểm toán và thuế. Tỉ lệ tăng trưởng chênh lệch dẫn tới các giám đốc tư vấn cho là họ không nhận được phần xứng đáng trong lợi nhuận của công ty và vì thế bắt đầu xảy ra rạn vỡ ngày càng lớn.
Năm 1989, Arthur Andersen và Andersen Consulting trở thành hai công ty độc lập của Andersen Worldwide. Andersen tăng cường sử dụng dịch vụ kế toán kiểm toán để tìm kiếm khách hàng cho Andersen Consulting có lợi nhuận hấp dẫn hơn.
Hai công ty vẫn có xung đột trong suốt thập kỷ 90. Andersen Consulting thu được lợi nhuận khổng lồ trong thập kỷ này. Tuy vậy, các nhà tư vấn vẫn chuyển tiền ngược lại cho Arthur Andersen. Năm 2000, Kết luận của Phòng thương mại quốc tế cho phép Andersen Consulting tách thành công ty độc lập hoàn toàn và phải trả 1.2 tỷ đô la Mỹ cho Arthur Andersen và Andersen Consulting cũng không được sử dụng tên Andersen nữa. Vì vậy, Andersen Consulting đổi tên thành Accenture vào ngày 01 tháng 01 năm 2001.

### Andersen Việt Nam
Ngay sau khi lệnh cấm vận được dỡ bỏ, Công ty Andersen đã có mặt tại Việt Nam. Từ vài chục nhân viên đầu tiên với hai văn phòng nhỏ ở 17B Phạm Đình Hồ - Hà Nội và 12 Nam Kỳ Khởi Nghĩa - Thành phố Hồ Chí Minh, tới năm 2002 Andersen đã nhanh chóng phát triển tới gần 200 nhân viên với hai văn phòng khang trang tại Tầng 7 - Melia - Hà Nội và Tầng 10 - Sun Wah - Thành phố Hồ Chí Minh. Các nhân viên của Andersen Việt Nam được đào tạo theo cùng tiêu chuẩn như tất cả các công ty Andersen khác trên toàn cầu theo nguyên tắc một công ty (one-firm concept) của Andersen và đây được coi là một lợi thế của Andersen so với các công ty kiểm toán khác.
Sau sự cố Enron, năm 2002 Andersen Việt Nam được KPMG mua lại với hợp đồng trong đó có điều khoản đảm bảo việc làm cho toàn bộ nhân viên hiện có của Andersen Việt Nam. Tuy vậy, do khác biệt quá lớn giữa hai môi trường làm việc và có nhiều cơ hội mới, sau 2 năm, hơn 90% nhân viên cũ của Andersen Việt Nam đã chuyển sang các công ty khác. Một phần lớn các nhân viên hiện đang giữ các vị trí quan trọng như Giám đốc tài chính, Kế toán trưởng, Giám đốc điều hành, Giám đốc đầu tư của rất nhiều công ty, tập đoàn tại Việt Nam. Đặc biệt, một nhóm giám đốc và nhân viên cao cấp của Andersen Hà nội đã thành lập một công ty kiểm toán mới vào tháng 4/2004 và đặt tên là ACPA Auditing & Consulting (ACPA). Tháng 12/2006, ACPA chính thức gia nhập tổ chức kiểm toán quốc tế NEXIA INTERNATIONAL, trở thành thành viên đầy đủ (Full member) của tổ chức này và đổi tên Công ty thành NEXIA ACPA Auditing & Consulting (NEXIA ACPA). Cho đến nay, NEXIA ACPA (www.nexiaacpa.com) đã có 2 văn phòng chuyên nghiệp tại Hà Nội và Thành phố Hồ Chí Minh được tổ chức và vận hành tương tự như Andersen Việt Nam. Khi trở về lại ngôi nhà Andersen Việt Nam (nay là NEXIA ACPA), các anh Nguyễn Chí Trung, Hoàng Khôi, Nguyễn Đình Du, Đỗ Đăng Hoàng, Nguyễn Hùng Du, Ngụy Quốc Tuấn và Lê Minh Thắng luôn là những chuyên gia hàng đầu trong các lĩnh vực tư vấn luật, thuế, tài chính, kế toán - kiểm toán cung cấp dịch vụ cao cấp cho các công ty trong và ngoài nước hàng đầu Việt Nam.